# Ritratto di Geltrude Mäda Primavesi
Il Ritratto di Geltrude Mäda Primavesi o Ritratto di Mäda Primavesi è il dipinto di una bambina di nove anni del pittore austriaco Gustav Klimt, creato tra il 1912 ed il 1913.

## Descrizione
Nel ritratto troneggia fiera e sicura una figura intera di bambina con viso frontale, braccia nascoste all'indietro con la destra piegata sul fianco e gambe lievemente divaricate ma ben piantate per terra. Veste con fiocco, abito, calze e scarpe bianchi; un vestito, raffinato arricchito di fiori colorati, realizzato da Emilie Flöge.
Alle sue spalle, la composizione si divide in due spazi ben delineati, uno sfondo superiore di color lilla e un secondo sul basso pieno di motivi floreali e animali esotici. L'atmosfera generale dell'opera e' fiabesca con oggetti e colori tipicamente da bambine, che si intensifica nello sguardo profondo della protagonista.
Il dipinto ha impegnato molto Klimt, il quale per realizzarlo ha eseguito notevoli schizzi e varianti.

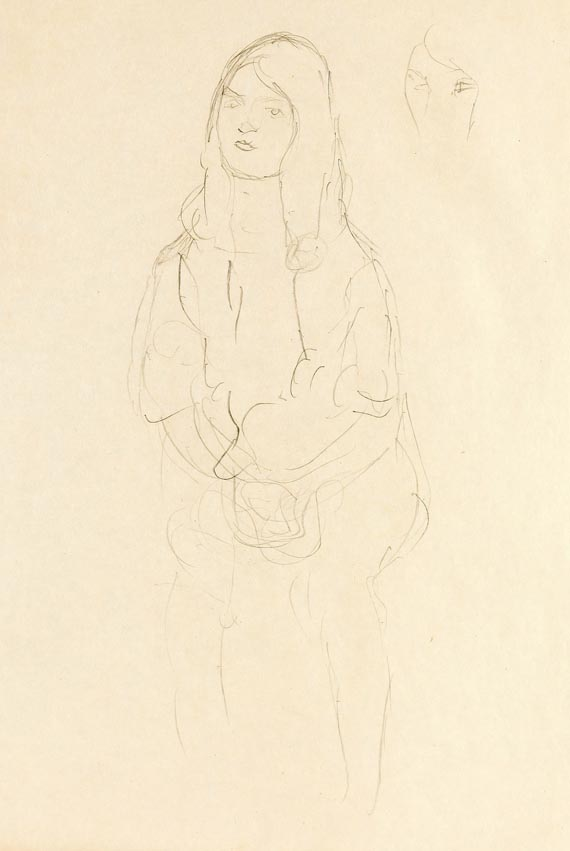
Studio a matita di una delle varianti preparative del ritratto di Mäda Primavesi, realizzato da Klimt nel 1912.

L'opera fu commissionata dal padre della bambina Otto Primavesi, poi acquistata da Hugo Bernatzik e Jenny Steiner, sorella di Serena Lederer.

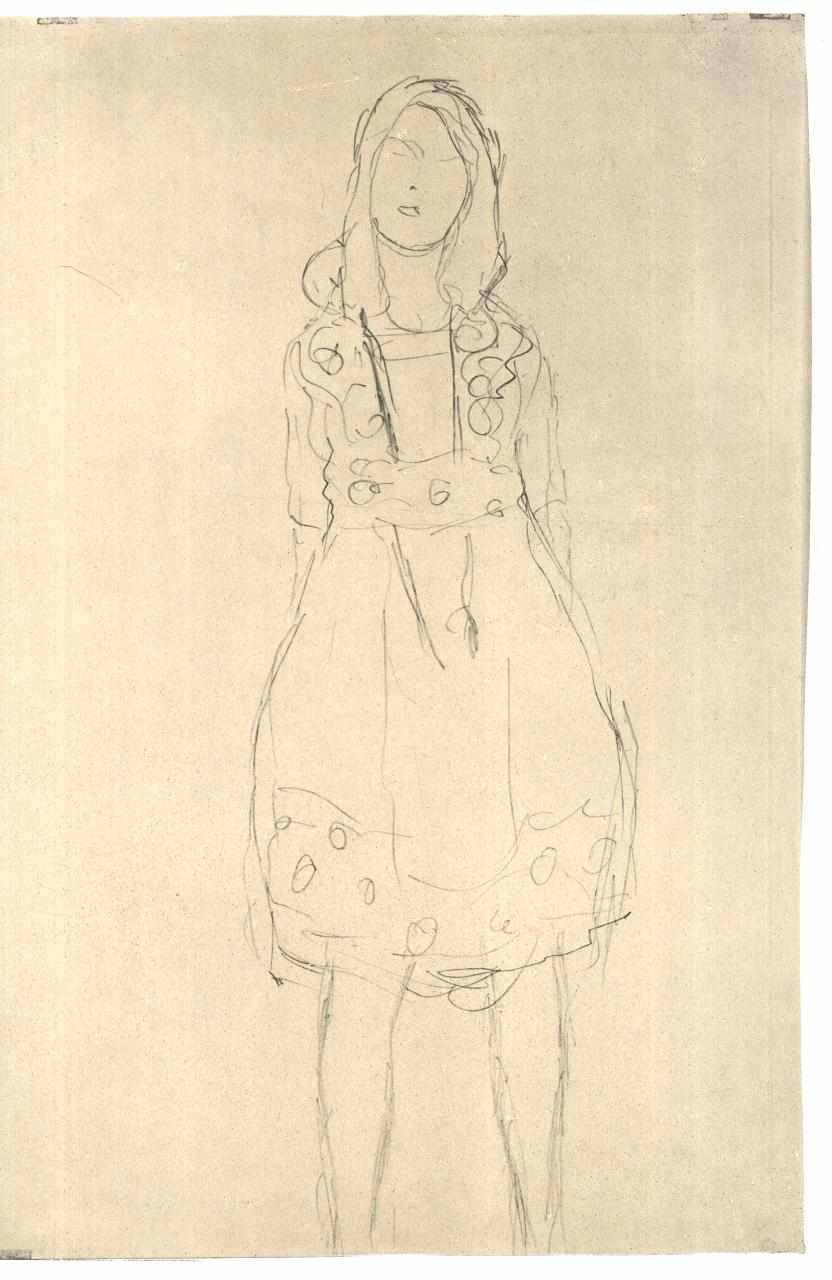
Schizzo per il ritratto di Mäda Primavesi